# Stolidoptera
Stolidoptera là một chi bướm đêm thuộc họ Sphingidae.

## Các loài
- Stolidoptera cadioui - Haxaire 1997
- Stolidoptera tachasara - (Druce 1888)